# عوسجه
عوسجه (به عربی: عوسجة) یک منطقهٔ مسکونی در تونس است که در استان بنزرت واقع شده‌است. عوسجه ۵٬۱۲۶ نفر جمعیت دارد.